# Alträsket, Västerbotten
Alträsket är en sjö i Norsjö kommun i Västerbotten och ingår i Skellefteälvens huvudavrinningsområde. Sjön har en area på 0,243 kvadratkilometer och ligger 276,8 meter över havet. Sjön avvattnas av vattendraget Alträskån.

## Delavrinningsområde
Alträsket ingår i det delavrinningsområde (723222-167360) som SMHI kallar för Ovan 722994-167728. Medelhöjden är 332 meter över havet och ytan är 21,28 kvadratkilometer. Det finns inga avrinningsområden uppströms utan avrinningsområdet är högsta punkten. Alträskån som avvattnar avrinningsområdet har biflödesordning 3, vilket innebär att vattnet flödar genom totalt 3 vattendrag innan det når havet efter 112 kilometer. Avrinningsområdet består mestadels av skog (78 procent) och sankmarker (14 procent). Avrinningsområdet har 0,24 kvadratkilometer vattenytor vilket ger det en sjöprocent på 1,1 procent.